# Xã Parker, Quận Montgomery, Kansas
Xã Parker (tiếng Anh: Parker Township) là một xã thuộc quận Montgomery, tiểu bang Kansas, Hoa Kỳ. Năm 2010, dân số của xã này là 1.190 người.